# Газіпур
Газіпур (бенг. গাজীপুর) — місто в центральній частині Бангладеш поблизу столиці Дака, адміністративний центр однойменного округу. За даними перепису 2010 року населення складало 1 199 215 осіб. В місті розташовані будинок Університету інженерії та технологій Дакки та Ісламський технологічний університет (IUT), єдиний міжнародний університет в галузі машинобудування та технологій, яким керує і фінансує ОІК.

## Географія
Газіпурський округ (регіону Дака) з площею 1741,53 км² обмежений північними округами Міменсінгх і Кішоргандж, а на півночі округом Дака, на півдні — Нараянгандж і Нарасінгді, на сході — Нарасінгді, а на заході — Дакка і Тангайл. Середньорічна максимальна температура — 36 °C, мінімальна — 12,7 °C; Річна кількість опадів — 2 376 мм.
| Клімат Газіпура                      | Клімат Газіпура | Клімат Газіпура | Клімат Газіпура | Клімат Газіпура | Клімат Газіпура | Клімат Газіпура | Клімат Газіпура | Клімат Газіпура | Клімат Газіпура | Клімат Газіпура | Клімат Газіпура | Клімат Газіпура | Клімат Газіпура |
| Показник                             | Січ.            | Лют.            | Бер.            | Квіт.           | Трав.           | Черв.           | Лип.            | Серп.           | Вер.            | Жовт.           | Лист.           | Груд.           |                 |
| Середній максимум, °C                | 29              | 33              | 36              | 36              | 36              | 35              | 35              | 35              | 35              | 35              | 33              | 32              |                 |
| Середня температура, °C              | 25              | 29              | 32              | 33              | 33              | 32              | 32              | 32              | 32              | 31              | 29              | 27              |                 |
| Середній мінімум, °C                 | 19              | 23              | 26              | 28              | 28              | 28              | 27              | 27              | 27              | 26              | 22              | 20              |                 |
| Норма опадів, мм                     | 0.3             | 21.7            | 62.3            | 61.5            | 351.5           | 295.8           | 426.2           | 344.9           | 201.3           | 104.3           | 94.9            | 0               |                 |
| Днів з дощем                         | 2               | 6               | 11              | 15              | 28              | 28              | 31              | 27              | 28              | 20              | 7               | 0               |                 |
| Вологість повітря, %                 | 53              | 57              | 58              | 72              | 73              | 77              | 78              | 79              | 78              | 77              | 74              | 62              |                 |
| ------------------------------------ | --------------- | --------------- | --------------- | --------------- | --------------- | --------------- | --------------- | --------------- | --------------- | --------------- | --------------- | --------------- | --------------- |
| Джерело: World Weather Online(англ.) |                 |                 |                 |                 |                 |                 |                 |                 |                 |                 |                 |                 |                 |

Головними річками є Стара Брахмапутра, Шіталакшія, Тураґ (де проходить Бішва Іджтема, щорічна конференція Таблігі Джаат в січні), Бангші, Балу, Банар. Тураґ сильно забруднений промисловими хімікатами.

## Адміністрування
Газіпур складається з 9 адміністративних районів та 31 махаллей площей 49,32 км². У швидко зростаючому місті проживає більше 1 мільйона чоловіків з щільністью понад 24 000 осіб/км². Серед них 52,52% складають чоловіки, а 47,48% — жінки.

## Освіта

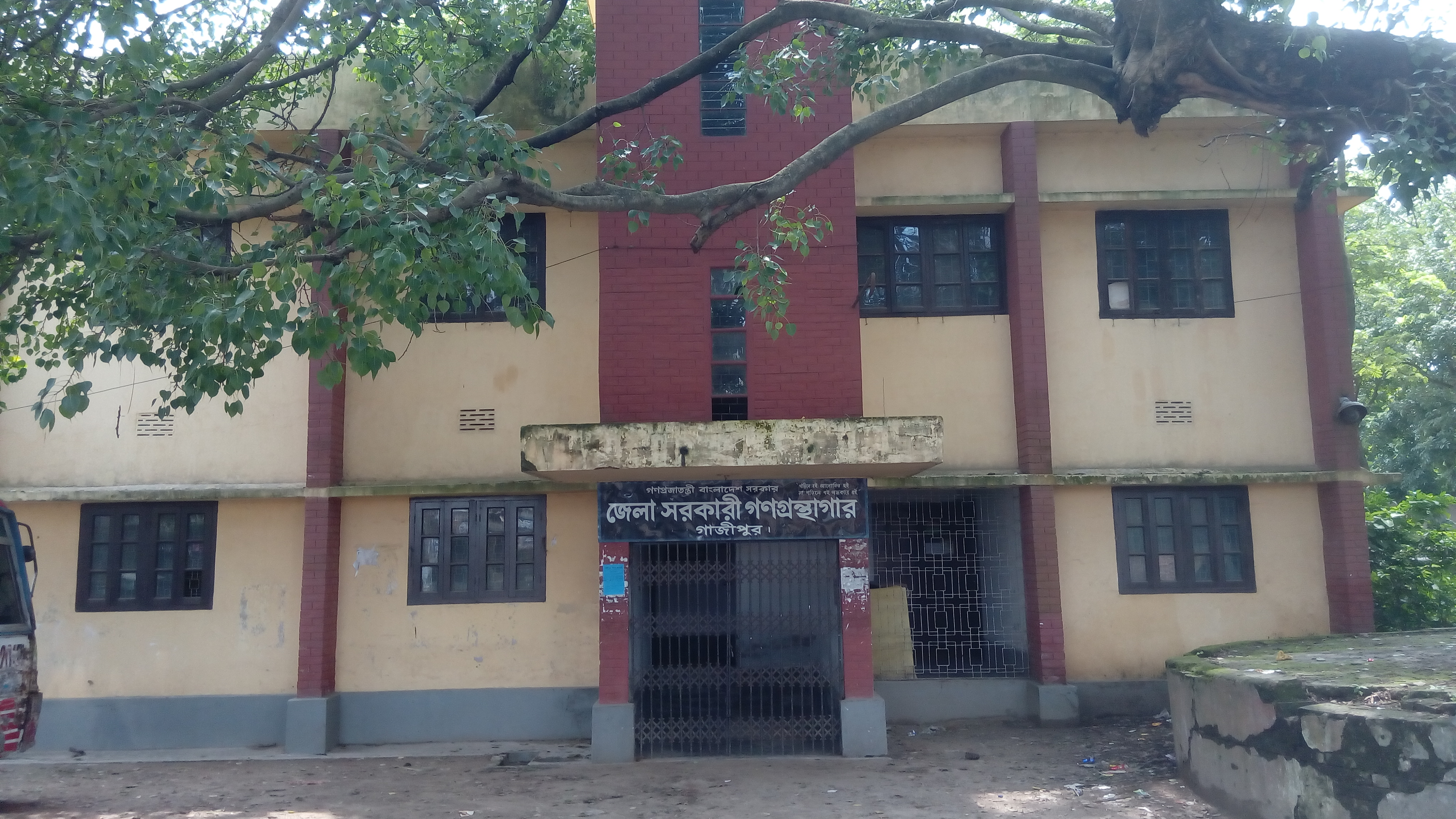
Публічна бібліотека Газіпура

В Газіпурі існує п'ять університетів — Ісламський технологічний університет, Аграрний університет Банґабандху Шейх Муджибур Рахмана (колишній Інститут післядипломної освіти з сільського господарства), Університет інженерії та технологій Дакки, Банґладешський відкритий університет і Банґладешський національний університет. Ісламський технологічний університет (ІТУ) є акредитованим як міжнародний університет за підтримкою Комісії Університетських грантів (Банґладеш). ІТУ є допоміжним органом ОІК. До освітніх установ округу включаються:
- Rani Bilashmoni Government Boys' High School
- Abir Biddanikaton, Pubail, Gazipur
- Ideal Pre Cadet School Gazipur, Barobika, Chandona, Gazipur
- M A Aziz Peace Institute of Technology, (Peaceful Technology for the Solution of Humanity), BTEB-53084, West Chatter, Gazipur-1703, Bangladesh
- Azmatpur Adarsha School & College, Kaliganj
- Jangalia High School
- Berua A R Khan High School
- St. Nicolas High School, Nagori, Kaligonj
- Bhawal Badre Alam Govt. College
- Kazi Azim Uddin College
- Pubail Adarsha College
- Vadun High School.
- V.S.A.J Ansar V.D.P School And College, Shafipur, Kaliakoir, Gazipur
- kapasia pailot high School, Kapasia
- Union high School, Hailgor, Kapsia
- Mouchak Scout High School, Mouchak, Kaliakoir, Gazipur
- (Sreefaltali Govt. Primary School, kaliakoir, Gazipur)
- Kaliakair university, kaliakair, Gazipur.
- West Chandana Govt. Primary School
- Chandana High School
- Banshtali Govt. Primary School
- Golamnobi Pilote High School
- Barmi Bazar High School
- Barmi Jamia Anwaria Madrasa, Biggest Kowmi Madrasa in Gazipur
- Pubail High School
- KIDS PARK SCHOOL, Pubail, Gazipur
- Barai Bari A K U Institution & College, Kaliakoir
- Gazipur Cantonment College
- Kalpar Pollimangul High School, Kaliakoir
- Shafiuddin Sarker Academy and College
- Tongi Pilot School and Girls College
- Kamarjury Yousuf Ali High School, Kamarjury, Gasha
- Kalmeswer Rokeya Soroni Girl's High School, Board Bazar
- Khandakar Rojob Ali Biddiya Niketon, Board Bazar, Gazipur
- Gasha High School, Gasha.
- Badsha Mia High School
- Tongi govt. college
- M. E. H. Arif College, Konabari, Gazipur
- Khailkor Badshah Miah Agranaye Biddalaya, Gazipur
- Ta'mirul Millat Kamil Madrasha (Tongi Campus)
- Telihaty High School
- Empo Angels School
- Rangamatia High School, Kaligonj
- Sreepur University College
- Abdul Awal College
- Piar Ali college
- Sayma Model Academy
- Rover poly degree college
- Bhawal mirzapur degree college
- Baw para govt. primary school
- Abder bazar govt. primary school
- Mawna Chowrasta Public School & College
- Kapasia Degree college
- Bhasa Shahid Abdul Jabbar College and High School (раніше відомо як Ansar VDP High School)
- Rajendrapur cant. public school & college
- Jogirsit high school / Джоґірсітська середня школа
- Satkhamair high school / Саткхамаірська середня школа
- Gzzipur City Model School, Chandana Chawraste, Gazipur
- ARSI Multimedia School
- M.M.Neaz-Uddin High School
- Matrykole Pre-Cadet school
- Silmoon Abdul Hakim Master High school
- Pubail Muktilateral High school
- Kaligonj Shramik (Degree) College
- Kaligonj Women College / Калігонський жіночий коледж
- Kaligonj RRN Pilot High School
- Kaligonj Govt. Girls High School
- Rangamatia Govt. Primary School, Kaligonj
- St. Merry's Girls High School, Tomilia, Kaligonj
- Holy Model School, Tengra, Sreepur, Gazipur
- Barai bari A K U Institution and College
- Abdul Roshid Member International School, Moradpur, Mowchak, Gazipur.
- Gazipur Saheed Academy, Chandona-Chowrasta, Gazipur.
- Seoratali Bhubaneswari Girl's High School, Kaliakoir, Gazipur.

## Відомі уродженці
- Таджуддін Ахмед — перший прем'єр-міністр Банґладеш (у 1971–1972 роках), соратник Муджибура Рахмана.
- Мегнад Саха — індійський фізик і астроном, член Лондонського королівського товариства (1927).